# 808

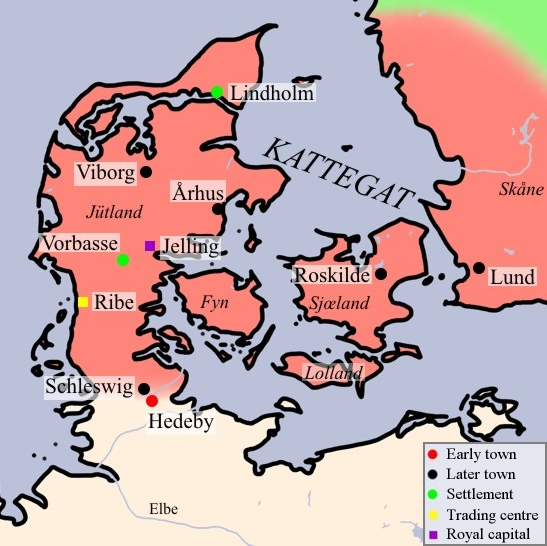
Denemarken in de vroege middeleeuwen

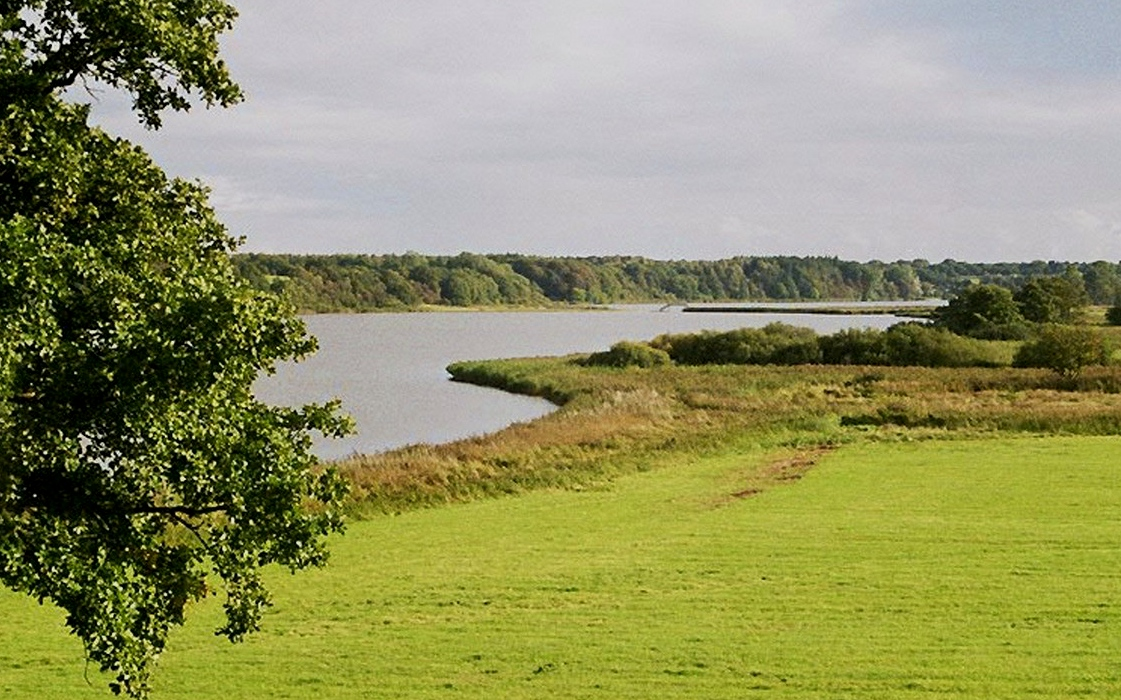
De voormalige nederzetting Hedeby (2005)

Het jaar 808 is het 8e jaar in de 9e eeuw volgens de christelijke jaartelling.

## Gebeurtenissen

### Europa
- Koning Gudfred van Denemarken sluit een alliantie met de Wilzen en andere West-Slavische stammen in noordoostelijk Duitsland. Hij valt de Abodriten aan, heidense Slaven, en bondgenoten van keizer Karel de Grote.
- Gudfred verwoest de handelsnederzetting Rerik (huidige Mecklenburg-Voor-Pommeren) en bevordert de vestiging van handelaren in de nieuwe Vikingnederzetting Hedeby (Denemarken).
- De Vikingen voeren een plunderveldtocht langs de Baltische zeekust en verwoesten tevens Ezonstad in Oostdongeradeel (huidige Friesland).

### Arabische Rijk
- Kalief Haroen al-Rashid verplaatst de residentie noordelijk van Bagdad naar Samarra (huidige Irak), gelegen langs de oevers van de rivier de Tigris. Hij maakt het de nieuwe hoofdstad van het kalifaat van de Abbasiden.

## Financiën
- Joodse handelaren voeren in Lombardije (Noord-Italië) het bankieren in. In de stad Milaan ontstaan de eerste bankfilialen ofwel financiële markten. (waarschijnlijke datum)

## Geboren
- Emma van Altdorf, echtgenote van Lodewijk de Duitser (overleden 876)
- Godschalk van Orbais, Saksisch monnik en theoloog (waarschijnlijke datum)
- Hunayn ibn Ishaq, Arabisch fysicus en wetenschapper (overleden 873)
- Walahfrid Strabo, Frankisch abt (waarschijnlijke datum)

## Overleden
- Elipandus, Spaans bisschop (waarschijnlijke datum)
- Gisela, dochter van Karel de Grote